# Чемпионат России по баскетболу среди женщин 2019/2020
Чемпионат России по баскетболу 2019/2020 — 29-й сезон Премьер-лиги, соревнования среди женских баскетбольных клубов, организованного Российской федерацией баскетбола.
Чемпионат прерван из-за пандемии коронавирусной инфекции 20 марта 2020 года. Игры плей-офф отменены.
Победитель чемпионата России-2019/20 среди женщин был определён по итогам регулярного чемпионата  им стал «УГМК», второе место заняло курское «Динамо», третье – «Надежда».

## Регламент
Регулярный чемпионат проходит в два этапа. Сначала девять участников играют в два круга (с 29 сентября 2019 года по 16 февраля 2020 года) с разъездами по одной игре дома и на выезде (16 игр для каждой команды).
Во втором этапе (для всех участников с учётом результатов первого этапа) 5 лучших команд сыграют в один круг, а занявшие 6-9-е места – в два круга и определят трех последних участников плей-офф. Завершится регулярный чемпионат 16 марта 2020 года.
Плей-офф стартует 21 марта. 
По результатам регулярного чемпионата образуется «сетка» плей-офф: 1-е место — 8-е место, 2 — 7, 3 — 6, 4 — 5.
Серия 1/4 финала проводится до двух побед по схеме 1+2: 1-я игра проводится на площадке команд, которые классифицировались с наибольшим «номером» в сетке плей-офф, 2-я и, при необходимости, 3-я игра проводятся на площадке команд, которые классифицировались с наименьшим «номером» в сетке плей-офф.
Полуфинал – по схеме «1+1+1».
 Финал и игры за 3-е место проводятся до трех побед по схеме 2+2+1: 1-я, 2-я и при необходимости 5-я игра проводятся на площадке команд, указанных первыми в сетке плей-офф, 3-я и при необходимости 4-я игра проводятся на площадке команд, указанных вторыми.
Завершится чемпионат Премьер-лиги не позднее 5 мая.

## Изменения в Регламент
На заседании Исполкома Российской Федерации Баскетбола 27 марта 2020 года были внесены изменения в Регламент Чемпионата России по баскетболу сезона-2019/20, касающиеся системы проведения двух женских лиг. В связи с угрозой распространения коронавирусной инфекции, вызванной коронавирусом SARS-CoV-2 было принято решение не проводить плей-офф и завершить сезон в Премьер-лиге, а команды классифицировать по итогам регулярного чемпионата. 

## Участники
В женскую Премьер-лигу Чемпионата России по баскетболу 2019/2020 зарегистрировалось 9 команд. Прекратила свое существование пятая команда прошлого сезона курская «Инвента».
| Клуб         | Город        | Стадион                                 | Вмест.      | Гл. тренер         | Участники WNBA — 2019                                          | Игроки чемпионата Европы 2019                      | Участие в Европейских первенствах | Участие в Европейских первенствах |
| ------------ | ------------ | --------------------------------------- | ----------- | ------------------ | -------------------------------------------------------------- | -------------------------------------------------- | --------------------------------- | --------------------------------- |
| УГМК         | Екатеринбург | ДС УГМК (Верхняя Пышма) ДИВС «Уралочка» | 2 000 5 000 | Мигель Мендес      | Грайнер, Фолкнер, Куигли Дж. Джонс Вандерслут Миссеман Вадеева | Вадеева, Белякова, Беглова, Виеру, Мусина Миссеман | Евролига                          | Евролига                          |
| Динамо       | Курск        | СКК                                     | 3 150       | Роберто Иньигес    | Принс, Боннер, Бриланд Ндур                                    | Лукас Мондело, Ндур,Ксаргай Ника Барич             | Евролига                          | Евролига                          |
| Надежда      | Оренбург     | СК «Оренбуржье»                         | 4 500       | Джордж Дикеулакос  | Э. Уилер, Тёрнер Рейнкок-Экунве Найо                           | Николлс Лаура Анастасия Шилова                     | Евролига                          | Евролига                          |
| МБА          | Москва       | УСЗ «Дружба», Лужники                   | 3 500       | Александр Дирацуян |                                                                | Лешковцева, Логунова, Федоренкова                  | Кубок Европы                      | Кубок Европы                      |
| Спарта энд К | Видное       | ДС «Видное»                             | 4 000       | Сергей Данилин     | Ки Пэрис                                                       | Ксения Левченко                                    | Кубок Европы                      | Кубок Европы                      |
| Енисей       | Красноярск   | Арена-Север                             | 4 000       | Ольга Шунейкина    |                                                                |                                                    | Кубок Европы                      | Кубок Европы                      |
| Динамо       | Новосибирск  | СКК «Север»                             | 3 000       | Дмитрий Донсков    |                                                                |                                                    |                                   |                                   |
| Спартак      | Ногинск      | СК «Знамя»                              | 1 500       | Татьяна Ларина     |                                                                |                                                    |                                   |                                   |
| Динамо       | Москва       | ДС в Крылатском                         | 5 000       | Евгений Кисурин    |                                                                |                                                    |                                   |                                   |

## Регулярный чемпионат

### Первый этап
|            | УГМК   | Дин К  | Над Ор | С&К   | Ен Кр | Дин Нс | МБА   | Сп Нг  | Дин М  |
| ---------- | ------ | ------ | ------ | ----- | ----- | ------ | ----- | ------ | ------ |
| УГМК       | —      | 85:76  | 88:63  | 97:46 | 97:45 | 89:63  | 84:55 | 105:55 | 92:56  |
| Динамо Кур | 72:93  | —      | 68:66  | 78:49 | 86:78 | 85:58  | 98:56 | 88:62  | 94:61  |
| Надежда Ор | 42:85  | 60:71  | —      | 86:68 | 60:52 | 82:60  | 82:66 | 95:52  | 101:55 |
| СпартаэндК | 76:92  | 94:103 | 59:71  | —     | 74:70 | 88:79  | 80:90 | 83:60  | 77:60  |
| Енисей     | 64:85  | 65:82  | 77:63  | 72:74 | —     | 90:60  | 63:84 | 84:82  | 82:45  |
| Динамо Нс  | 62:99  | 22:86  | 74:60  | 91:57 | 61:79 | —      | 67:57 | 79:74  | 73:59  |
| МБА        | 66:91  | 79:81  | 59:69  | 71:73 | 75:82 | 90:73  | —     | 114:53 | 88:62  |
| Спартак Нг | 61:99  | 66:76  | 68:71  | 78:93 | 60:79 | 76:87  | 62:59 | —      | 77:66  |
| Динамо М   | 54:118 | 57:101 | 63:91  | 64:89 | 58:76 | 59:84  | 54:82 | 59:74  | —      |

 Победа хозяев поля •  Победа гостей

#### Турнирная таблица
|  | Группа на 1-5 места |

| Место | Команда      | Игры | Поб | Пор | Забито | Пропущено | +/-  | Очки |
| ----- | ------------ | ---- | --- | --- | ------ | --------- | ---- | ---- |
| 1     | УГМК         | 16   | 16  | 0   | 1499   | 956       | +543 | 32   |
| 2     | Динамо (Кур) | 16   | 14  | 2   | 1345   | 1051      | +294 | 30   |
| 3     | Надежда      | 16   | 10  | 6   | 1162   | 1065      | +97  | 26   |
| 4     | Спарта энд К | 16   | 8   | 8   | 1180   | 1262      | −82  | 24   |
| 5     | Енисей       | 16   | 8   | 8   | 1158   | 1146      | +12  | 24   |
| 6     | Динамо (Нс)  | 16   | 7   | 9   | 1093   | 1230      | −137 | 23   |
| 7     | МБА          | 16   | 6   | 10  | 1191   | 1174      | +17  | 22   |
| 8     | Спартак      | 16   | 3   | 13  | 1060   | 1337      | −277 | 19   |
| 9     | Динамо (М)   | 16   | 0   | 16  | 932    | 1399      | −467 | 16   |

#### Личная статистика
| Категория                      | Игрок                | Команда     | Показатель |
| ------------------------------ | -------------------- | ----------- | ---------- |
| Очков за игру                  | Грайнер              | УГМК        | 19,0 (209) |
| Подборов за игру               | Хэмблин Рут Элизабет | Динамо (Нс) | 10,9 (163) |
| Результативных передач за игру | Кортни Вандерслут    | УГМК        | 7,6 (106)  |
| Перехватов за игру             | Карина Низамова      | Надежда     | 2,4 (38)   |
| Блок-шотов за игру             | Анастасия Веремеенко | Надежда     | 2,2 (13)   |
| Коэффициент полезности за игру | Кортни Вандерслут    | УГМК        | 26,5 (371) |

### Второй этап

#### Матчи за 1 - 5-е места
Участники играют в один круг (с 22 февраля 2020 года по 15 марта 2020 года) с разъездами по две игры дома и две на выезде (4 игры для каждой команды). В распределении мест учитываются результаты игр между командами на первом  этапе.
|            | УГМК   | Дин К  | Над Ор | С&К    | Ен Кр  |
| ---------- | ------ | ------ | ------ | ------ | ------ |
| УГМК       | —      | 100:88 | 82:53  | 118:54 | 102:68 |
| ДинамоКур  | 88:100 | —      | 83:73  | 75:71  | 82:62  |
| НадеждаОр  | 53:82  | 73:83  | —      | 64:69  | 86:63  |
| СпартаэндК | 54:118 | 71:75  | 69:64  | —      | 51:81  |
| Енисей     | 68:102 | 62:82  | 63:86  | 81:51  | —      |

 Победа хозяев поля •  Победа гостей

#### Турнирная таблица за 1 - 5-е места
| Место | Команда      | Игры | Поб | Пор | Забито | Пропущено | +/-  | Очки |
| ----- | ------------ | ---- | --- | --- | ------ | --------- | ---- | ---- |
| 1     | УГМК         | 20   | 20  | 0   | 1901   | 1219      | +682 | 40   |
| 2     | Динамо (Кур) | 20   | 17  | 3   | 1673   | 1357      | +316 | 37   |
| 3     | Надежда      | 20   | 11  | 9   | 1438   | 1362      | +76  | 31   |
| 4     | Спарта энд К | 20   | 9   | 11  | 1425   | 1600      | −175 | 29   |
| 5     | Енисей       | 20   | 9   | 11  | 1432   | 1467      | −35  | 29   |

#### Матчи за 6 - 9-еместа
Участники играют в два круга (с 22 февраля 2020 года по 15 марта 2020 года) с разъездами по одной игре дома и на выезде (6 игр для каждой команды). В распределении мест учитываются результаты игр между командами на регулярном этапе.
|           | Дин Нс | МБА   | Сп Нг | Дин М |
| --------- | ------ | ----- | ----- | ----- |
| ДинамоНс  | —      | 54:65 | 78:50 | 89:73 |
| МБА       | 89:68  | —     | 96:50 | 89:60 |
| СпартакНг | 80:55  | 60:81 | —     | 68:64 |
| ДинамоМ   | 61:85  | 39:72 | 60:62 | —     |

 Победа хозяев поля •  Победа гостей

#### Турнирная таблица за 6 -9-е места
| Место | Команда     | Игры | Поб | Пор | Забито | Пропущено | +/-  | Очки |
| ----- | ----------- | ---- | --- | --- | ------ | --------- | ---- | ---- |
| 6     | МБА         | 22   | 12  | 10  | 1683   | 1505      | +178 | 34   |
| 7     | Динамо (Нс) | 22   | 10  | 12  | 1522   | 1648      | −126 | 32   |
| 8     | Спартак     | 22   | 6   | 16  | 1430   | 1771      | −341 | 28   |
| 9     | Динамо (М)  | 22   | 0   | 22  | 1289   | 1864      | −575 | 22   |

### Плей-офф
Чемпионат прерван из-за пандемии коронавирусной инфекции. Игры плей-офф отменены.

### Итоговое положение
| 1. УГМК Евгения Белякова Кортни Вандерслут Елена Беглова Элли Куигли Раиса Мусина Бриттни Гринер Мария Вадеева Эмма Миссеман Джонквел Джонс Альба Торренс Джамирра Фолкнер Виктория Завьялова Брианна Стюарт Динза Эрнандес Даяна Татьяна Петрушина Главный тренер — Мигель Мендес | 2. Динамо (К) Елена Кириллова Деванна Боннер Эпифанни Принс Наталья Жедик Ника Барич Наталья Анойкина Татьяна Видмер Анна Буровая Марта Саргай Елизавета Шабанова Джессика Бриланд Асту Ндур Юлия Козик Ольга Фролкина Глори Джонсон Энджел Маккатри Анна Пачурина Евгения Фролкина Ольга Столяр Олеся Сафонова Главный тренер: — Иньигес Роберто | 3. Надежда Рейнкок-Экунве Фоладе Найо Анастасия Шилова Эрика Уилер К Карина Низамова Дарья Намок Альбина Ражева Ивонна Николь Тёрнер КсенияТихоненко Анастасия Веремеенко Виктория Медведева Ольга Новикова НиколлсЛаура Главный тренер — Джордж Дикеулакос |

| 4 СпартаэндК | Морган Бертч, Татьяна Сема, Пэрис Ивонн Ки, Камилла Огун, Севара Нуритдинова, Ксения Левченко, Анастасия Комарова, ДарьяРепникова, Дарья Курильчук, Анастасия Зоткина, Дарья Левченко, Майя Сафиулина, Елизавета Андреева, Дарья Игнатова Главный тренер — СергейДанилин |

| 5 Енисей | Сигрид Койзар, Линскенс Кьяра, Штанько Александра, Дарья Колосовская, Маккрей Даниэлла, Александра Марченкова, Екатерина Кирьянова, Сабина Абайдуллина, Екатерина Кузьменкова, Алиса Лацгаль, Бекметова Фируза, Пашковская Яна, Александра Вараксина, Главный тренер: Ольга Шунейкина |

| 6 МБА | Елизавета Комарова, Анна Лешковцева, Анастасия Логунова, Александра Столяр, Нина Глонти, Варвара Псарева, ЕкатеринаФедоренкова, Людмила Сапова, Мария Коршакова, Горбачева Ольга, Екатерина Евдокимова, Анастасия Плисова, Вера Кучина Главный тренер: Александр Дирацуян |

| 7 Динамо(Но) | Скотт Джейми, Екатерина Поляшова, Рут Хэмблин, Ольга Воробьева, Елизавета Крымова, Виктория Черен, Миа-Мари Лэнглуа, Яна Котова, Оксана Шабанова, Виктория Дорофеева, Татьяна Соловьева, Анастасия Гладилина, Дарья Андрюшкина, Юлия Чайковская Главный тренер — Дмитрий Донсков |

| 8 Спартак | Вероника Мартиросян, МиланаСумец, Юлия Гарькавская, Марина Карпунина, Марина Криволапова, Анна Петиш, Раиса Андрианова, Оксана Горшечникова, Евгения Коротыгина, Маргарита Духина, Мария Парфенова Главный тренер: Татьяна Ларина |

| 9 Динамо (М) | Екатерина Чистякова, Мария Савина, Полина Федорова, Светлана Крамар, Светлана Тохташ, Ольга Омельченко, Наталья Потёмина, Дарья Заболотная, Елена Мельникова, Анна Брич, Анна Арестенок, Татьяна Коровушкина Главный тренер: Евгений Кисурин |

### Лучшие

#### По версии РФБ
| Самый ценный игрок      |
| ----------------------- |
| Бриттни Гринер («УГМК») |

| Символическая пятерка                                |
| ---------------------------------------------------- |
| Лучший тяжелый форвард Эмма Миссеман («УГМК»)        |
| Лучший легкий форвард Анастасия Шилова («Надежда»)   |
| Лучший атакующий защитник Елизавета Комарова («МБА») |
| Лучший разыгрывающий Кортни Вандерслут («УГМК»)      |
| Лучший центровой Джонквел Джонс («УГМК»)             |

### Лидеры сезона
Учитываются результаты игроков сыгравших не менее 5 матчей.

| № | Имя            | Команда     | Игр | Очки | ОСИ  |
| - | -------------- | ----------- | --- | ---- | ---- |
| 1 | Бриттни Гринер | «УГМК»      | 14  | 285  | 20.4 |
| 2 | Джонквел Джонс | «УГМК»      | 9   | 166  | 18.4 |
| 3 | Скотт Джейми   | Динамо (Но) | 21  | 354  | 16.9 |
| 4 | Эмма Миссеман  | «УГМК»      | 10  | 165  | 16.5 |
| 5 | Мария Вадеева  | «УГМК»      | 16  | 244  | 15.3 |

| № | Имя                 | Команда      | Игр | Подборы | ПСИ |
| - | ------------------- | ------------ | --- | ------- | --- |
| 1 | Джонквел Джонс      | «УГМК»       | 9   | 89      | 9.9 |
| 2 | Рут Хэмблин         | Динамо (Нс)  | 21  | 206     | 9.8 |
| 3 | Мария Вадеева       | «УГМК»       | 16  | 134     | 8.4 |
| 4 | Татьяна Сема        | Спарта энд К | 19  | 158     | 8.3 |
| 5 | Рейнкок-Экунве Найо | «Надежда»    | 17  | 139     | 8.2 |

| № | Имя               | Команда     | Игр | Передачи | ГПСИ |
| - | ----------------- | ----------- | --- | -------- | ---- |
| 1 | Кортни Вандерслут | «УГМК»      | 17  | 129      | 7.6  |
| 2 | Эпифанни Принс    | Динамо (К)  | 16  | 91       | 5.7  |
| 3 | Альба Торренс     | УГМК        | 6   | 34       | 5.7  |
| 4 | Сигрид Койзар     | Енисей      | 20  | 86       | 4.3  |
| 5 | Миа-Мари Лэнглуа  | Динамо (Нс) | 10  | 40       | 4.0  |

| № | Имя                  | Команда    | Игр | Перехваты | ПХСИ |
| - | -------------------- | ---------- | --- | --------- | ---- |
| 1 | Елизавета Комарова   | МБА        | 22  | 47        | 2.1  |
| 2 | Эпифанни Принс       | Динамо (К) | 16  | 34        | 2.1  |
| 3 | Карина Низамова      | «Надежда»  | 20  | 41        | 2.1  |
| 4 | Ивонна Николь Тёрнер | «Надежда»  | 12  | 24        | 2.0  |
| 5 | Кортни Вандерслут    | «УГМК»     | 17  | 34        | 2.0  |

| № | Имя                  | Команда     | Игр | Блок-шоты | БСИ |
| - | -------------------- | ----------- | --- | --------- | --- |
| 1 | Рут Хэмблин          | Динамо (Нс) | 21  | 39        | 1.9 |
| 2 | Анастасия Веремеенко | «Надежда»   | 10  | 18        | 1.8 |
| 3 | Глори Джонсон        | Динамо (К)  | 5   | 8         | 1.6 |
| 4 | Джонквел Джонс       | «УГМК»      | 9   | 13        | 1.4 |
| 5 | Линскенс Кьяра       | Енисей      | 19  | 25        | 1.3 |

| № | Имя            | Команда    | Игр | КПИ | КПИ  |
| - | -------------- | ---------- | --- | --- | ---- |
| 1 | Бриттни Гринер | УГМК       | 14  | 395 | 28.2 |
| 2 | Джонквел Джонс | «УГМК»     | 9   | 229 | 25.4 |
| 3 | Эмма Миссеман  | «УГМК»     | 10  | 228 | 22.8 |
| 4 | Мария Вадеева  | «УГМК»     | 16  | 325 | 20.3 |
| 5 | Деванна Боннер | Динамо (К) | 14  | 276 | 19.7 |